# Diitabiki Museum Fositen Gudu
Het Diitabiki Museum Fositen Gudu, Aukaans voor Drietabbetje Museum Historisch Erfgoed, is een cultuurhistorisch museum over de marroncultuur  in Suriname.
Het museum bevindt zich in Drietabbetje, een dorp op drie eilanden in de Tapanahonyrivier, en is verdeeld over drie gerenoveerde hutten. De cultuurgeschiedenis van de marrons wordt getoond aan de hand van de hutten, artefacten, kleding, muziekinstrumenten, enz.

## Geschiedenis
Het initiatief werd genomen door Bono Velantie, die toen nog niet de granman was van de Aukaners. Hij vroeg in 2015 aan Thomas Polimé of hij wilde helpen om het cultureel erfgoed van de marrons te behouden. Polimé is antropoloog en zelf ook van Aukaanse afkomst. Die antwoordde dat niet alleen te kunnen, maar wel te willen helpen. Hierna begon een traject van bijna tien jaar, waarin financiering werd gezocht en een format werd ontwikkeld, tot het op 30 juli 2024 werd geopend voor publiek.
Er werden verschillende organisaties benaderd in binnen- en buitenland, variërend van de Rijksdienst voor het Cultureel Erfgoed in Amersfoort tot het directoraat Cultuur in Nieuw-Amsterdam en de Tembe Art Studio in Moengo. Financiën kwamen van het Johan Ferrier Fonds, DutchCulture en het Prins Bernhard Cultuurfonds.
Het museum staat voor iedereen open, maar richt zich actief op de lokale bevolking, vooral jongeren zodat zij hun geschiedenis kunnen leren kennen. Het toont niet alleen de cultuur van de Aukaners, die in dit gebied leven, maar ook van de andere Surinaamse marronstammen. Kunstenaar Marcel Pinas reisde in 2018 naar Kameroen om te ontdekken hoe daar lokale musea in dorpen werken en zijn opgezet. In de maanden voorafgaand aan de opening werden mensen opgeleid die rondleidingen geven en het museum te onderhouden.